# Operation Pacific
Operation Pacific is een Amerikaanse oorlogsfilm uit 1951 die zich afspeelt tijdens de Tweede Wereldoorlog. De film werd geschreven en geregisseerd door George Waggner, met in de hoofdrollen John Wayne, Patricia Neal, Ward Bond en Philip Carey.

## Verhaal
De USS Thunderfish, een Amerikaanse onderzeeër, heeft met succes een groep weeskinderen gered op een afgelegen eiland op de Grote Oceaan. Op de terugweg naar de basis in Honolulu stuit de onderzeeër op een Japans vliegdekschip. De onderzeeër krijgt de opdracht om deze te torpederen, maar een probleem met de torpedo's zorgt ervoor dat deze te vroeg exploderen, waardoor de onderzeeër wordt geraakt. De onderzeeër weet het eiland te bereiken. De crewleden die door de explosie gewond raakten worden voor verzorging overgebracht naar het ziekenhuis. Onder hen bevindt zich Duke E. Gifford (John Wayne). In het ziekenhuis komt hij in contact met zijn ex-vrouw Mary (Patricia Neal), die er werkt als verpleegster.

## Cast
| Acteur           | Personage                 |
| ---------------- | ------------------------- |
| John Wayne       | Lt Cmdr. Duke E. Gifford  |
| Patricia Neal    | Lt. (j.g.) Mary Stuart    |
| Ward Bond        | Cmdr. John T. "Pop" Perry |
| Scott Forbes     | Lt. Larry                 |
| Philip Carey     | Lt. (j.g.) Bob Perry      |
| Paul Picerni     | Jonesy                    |
| William Campbell | the Talker                |
| Kathryn Givney   | Cmdr. Steele              |
| Martin Milner    | Ens. Caldwell             |
| Cliff Clark      | Commander, SUBPAC         |
| Jack Pennick     | the Chief                 |
| Virginia Brissac | Sister Anna               |
| Vincent Fotre    | Soundman                  |
| Lewis Martin     | Squad Commander           |
| Sam Edwards      | Junior                    |
| Frank Sutton     | Chief Gunners Mate        |
| Louis Mosconi    | Radarman Mosconi          |